# 帕諾拉 (密歇根州)
帕諾拉（英語：Panola）是位於美國密歇根州艾昂縣馬斯托登鎮區的一個非建制地區。Panola為「棉花」的美國原住民語。

## 地理
帕諾拉所處的海拔為高於海平面412米（即1352英呎），而該地所採用的時區為UTC-6，即北美中部時區（CST）。同時該地設有夏令時間，為UTC-6調快一小時，即UTC-5（CDT）。